# سانتیاگو ویلافینی
سانتیاگو ویلافینی (انگلیسی: Santiago Villafañe؛ زادهٔ ۱۹ مهٔ ۱۹۸۸) بازیکن فوتبال اهل آرژانتین است.
از باشگاه‌هایی که در آن بازی کرده‌است می‌توان به باشگاه فوتبال رئال مادرید، باشگاه فوتبال او.اف.آی کرته، باشگاه فوتبال بوکا جونیورز، باشگاه فوتبال رئال مادرید کاستیا، و باشگاه فوتبال میتیولن اشاره کرد.